# Tiszakarád
Tiszakarád é um município da Hungria, situado no condado de Borsod-Abaúj-Zemplén. Tem 47,56 km² de área e sua população em 2015 foi estimada em 2.432 habitantes.